# Diospyros crassiflora
Diospyros crassiflora es una especie fanerógama de árbol perteneciente a la familia Ebenaceae. Es el ébano africano originario por antonomasia, una de las maderas más apreciadas desde los antiguos egipcios hasta nuestros días.

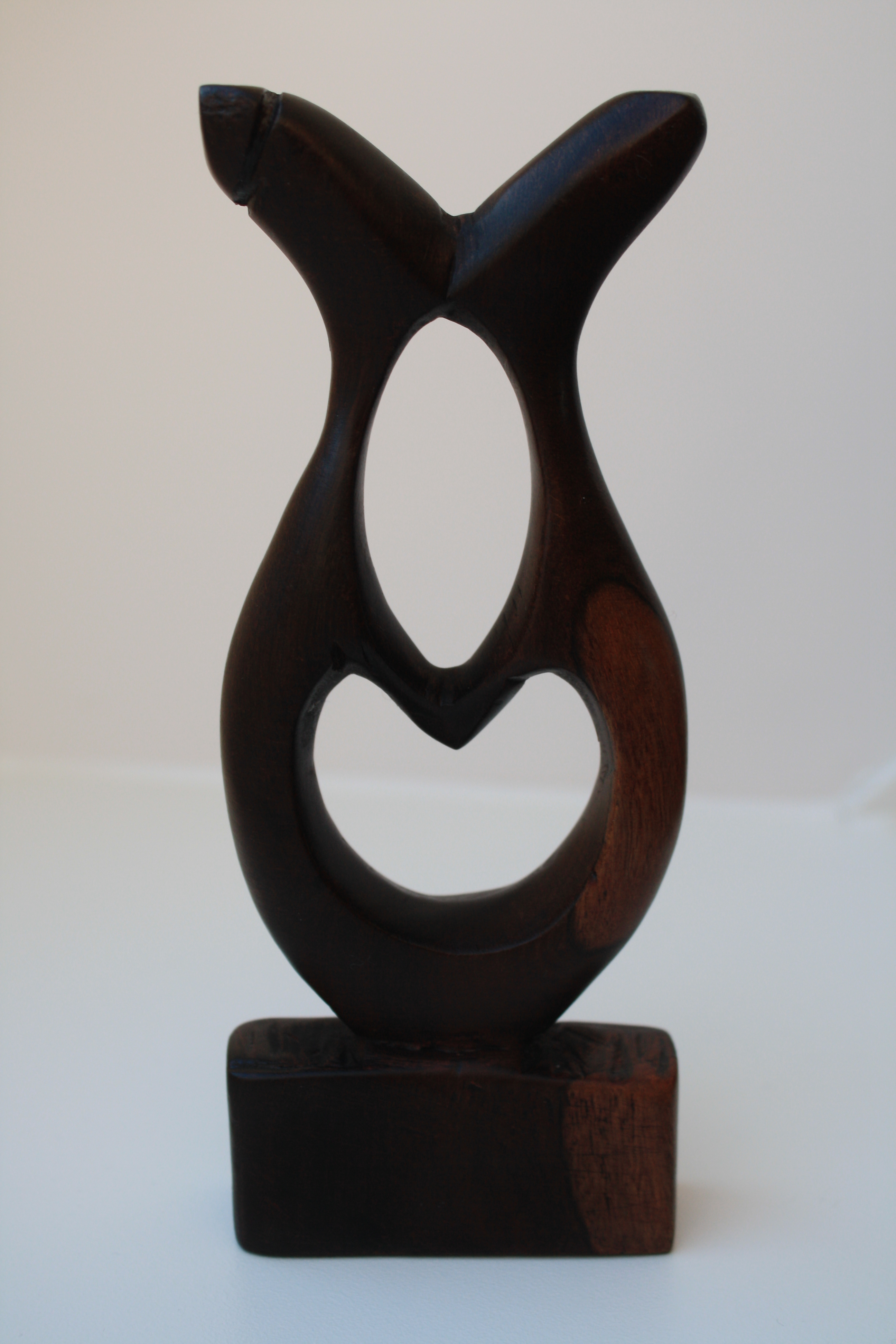
Uso de la madera en escultura artesanal

## Descripción
Es un árbol que alcanza los 18 metros de altura, el tronco es recto y de corteza gruesa y rugosa. Su copa es compacta, formada por ramas cortas. Las hojas son simples y alternas y las flores solitarias o bien en grupos axilares. Sus frutos son bayas rojas que contienen una sola semilla.

## Distribución y hábitat
Esta planta crece de manera natural en la región continental guineana en Gabón y Guinea Ecuatorial y en Madagascar, en sus bosques secundarios o bien en zonas frescas. Actualmente su considera una especie rara y su uso está restringido.

## Denominaciones
En las lenguas vernáculas africanas recibe los nombres de: Abopko, Kanran y Nyareti (Nigeria), Mevini (Camerún), Evila (Gabón), Ebano (Guinea Ecuatorial), Ngoubou y Bingo (República Centroafricana).

## Usos
Posee una madera de albura blanca y duramen negruzco y uniforme. Es muy dura y más densa que el agua. Se utiliza en artesanía, instrumentos musicales y en trabajos de torno.

## Taxonomía
Diospyros crassiflora fue descrita por William Philip Hiern  y publicado en Transactions of the Cambridge Philosophical Society 12: 260. 1873.
Etimología
Diospyros: nombre genérico que proviene de (διόσπυρον) del griego Διός "de Zeus" y πυρός "grano", "trigo" por lo que significa originalmente "grano o fruto de Zeus". Los autores de la antigüedad usaron el vocablo con sentidos diversos: Teofrasto menciona un   diósp¯yros –un árbol con pequeños frutos comestibles de huesecillo duro–, el que según parece es el almez (Celtis australis L., ulmáceas), y Plinio el Viejo (27.98) y Dioscórides lo usaron como otro nombre del griego lithóspermon, de líthos = piedra y spérma = simiente, semilla, y que habitualmente se identifica con el Lithospermum officinale L. (boragináceas). Linneo tomó el nombre genérico de Dalechamps, quien llamó al Diospyros lotus "Diospyros sive Faba Graeca, latifolia".
crassiflora: epíteto latino que significa "con flores gruesas".
Sinonimia
- Diospyros ampullacea Gürke
- Diospyros evila Pierre ex A.Chev.
- Diospyros flavescens auct.
- Diospyros incarnata Gürke[4][8]